# 2,3-Diiodphenol
2,3-Diiodphenol ist eine chemische Verbindung, die sowohl zu den Phenolen als auch zu den Halogenaromaten zählt.

## Darstellung
2,3-Diiodphenol kann aus 3-Iodphenol hergestellt werden, von dem zunächst das N,N-Diethylcarbamat gebildet wird, das eine stark ortho-dirigierende Gruppe ist. Es folgt eine selektive Lithiierung an der Position 2 mit Butyllithium und Tetramethylendiamin. Schließlich wird durch Reaktion mit Iod das Endprodukt gebildet.

## Derivate
Der Methylether kann durch Methylierung mit Dimethylsulfat hergestellt werden und ist auch unter dem Trivialnamen 2,3-Diiodanisol bekannt. Sein Schmelzpunkt liegt bei 74–75 °C.

## Externe Links zu erwähnten Verbindungen
1. ↑  Externe Identifikatoren von bzw. Datenbank-Links zu 1,2-Diiod-3-methoxybenzol:  CAS-Nr.: 98991-10-7, PubChem: 12610038, Wikidata: Q133898436.